# Enric Llansana
Enric Llansana Beuse (Tarragona, 12 aprile 2001) è un calciatore olandese, difensore dell'Anderlecht.

## Carriera

### Club
Nato a Tarragona da una famiglia di origini olandesi, è cresciuto nel settore giovanile dell'Ajax. Dal 2019 al 2022 totalizza 61 presenze e 4 reti con la seconda squadra dei Lancieri, con cui viene anche spesso convocato in prima squadra, pur non giocando alcun incontro ufficiale.
Il 22 giugno 2022 viene acquistato dal Go Ahead Eagles, firmando un contratto quadriennale. Debutta in Eredivisie il 7 agosto successivo, in occasione dell'incontro perso per 2-0 sul campo dell'AZ Alkmaar.

### Nazionale
Ha rappresentato le nazionali giovanili olandesi.

## Statistiche

### Presenze e reti nei club
Statistiche aggiornate al 27 agosto 2022.
| Stagione         | Squadra          | Campionato       | Campionato | Campionato | Coppe nazionali | Coppe nazionali | Coppe nazionali | Coppe continentali | Coppe continentali | Coppe continentali | Altre coppe | Altre coppe | Altre coppe | Totale | Totale |
| Stagione         | Squadra          | Comp             | Pres       | Reti       | Comp            | Pres            | Reti            | Comp               | Pres               | Reti               | Comp        | Pres        | Reti        | Pres   | Reti   |
| ---------------- | ---------------- | ---------------- | ---------- | ---------- | --------------- | --------------- | --------------- | ------------------ | ------------------ | ------------------ | ----------- | ----------- | ----------- | ------ | ------ |
| 2018-2019        | Jong Ajax        | 1D               | 1          | 0          |                 | -               | -               |                    | -                  | -                  |             | -           | -           | 1      | 0      |
| 2019-2020        | Jong Ajax        | 1D               | 3          | 0          |                 | -               | -               |                    | -                  | -                  |             | -           | -           | 3      | 0      |
| 2020-2021        | Jong Ajax        | 1D               | 33         | 3          |                 | -               | -               |                    | -                  | -                  |             | -           | -           | 33     | 3      |
| 2021-2022        | Jong Ajax        | 1D               | 24         | 1          |                 | -               | -               |                    | -                  | -                  |             | -           | -           | 24     | 1      |
| Totale Jong Ajax | Totale Jong Ajax | Totale Jong Ajax | 61         | 4          |                 | -               | -               |                    | -                  | -                  |             | -           | -           | 61     | 4      |
| 2022-2023        | Go Ahead Eagles  | ED               | 4          | 0          | CO              | 0               | 0               |                    | -                  | -                  |             | -           | -           | 4      | 0      |
| Totale carriera  | Totale carriera  | Totale carriera  | 65         | 4          |                 | 0               | 0               |                    | -                  | -                  |             | -           | -           | 65     | 4      |

## Palmarès

### Club

#### Competizioni nazionali
- Coppa dei Paesi Bassi: 1

Go Ahead Eagles: 2024-2025